# 2006 QH181
2006 QH181 — очень крупный транснептуновый объект, открытый 21 августа 2006 года в обсерватории Серро-Тололо.

## Физические характеристики
На момент открытия видимая величина 2006 QH181 составляла 23,0m.
Диаметр 2006 QH181 в зависимости от принимаемого во внимание альбедо оценивается от 460 до 1030 км. При альбедо 0,09 и абсолютной звёздной величине 3,8 диаметр оценивался в 765 км. По данным Майкла Брауна абсолютная звёздная величина объекта 4,6m, а диаметр — 558 км.

## Орбитальные характеристики
2006 QH181 прошёл перигелий в 1859 году. По состоянию на 2009 год объект находился в 82 а. е. от Солнца. То есть, помимо Седны, Эриды и 2007 OR10, был самым далёким из известных объектов Солнечной системы. Позже были обнаружены более далёкие 2012 VP113 (83 а. е.) и V774104 (103 а. е.).